# Sintești, Timiș
Sintești este un sat în comuna Margina din județul Timiș, Banat, România.

## Localizare
Satul Sintești se situează în zona de est a județului Timiș, la circa 500 m nord de cursul râului Bega, sub poale de deal. Este traversat de drumul comunal care face legătura între Margina și orașul Făget. 2 km mai la sud trece drumul național DN68A care face legătura între aceleași localități. Se învecinează cu Zorani la est (3 km) și Temerești la vest (3 km). 

## Etimologie
Numele satului s-a schimbat de mai multe ori de-a lungul timpului, în funcție de modificarea situației socio-politică a Banatului în general și a satului în special. Fiind un sat de români, s-a numit la început Sânteni. S-a mai numit Sintesty-Valy, Sentes, Szentes sau Begaszentes.

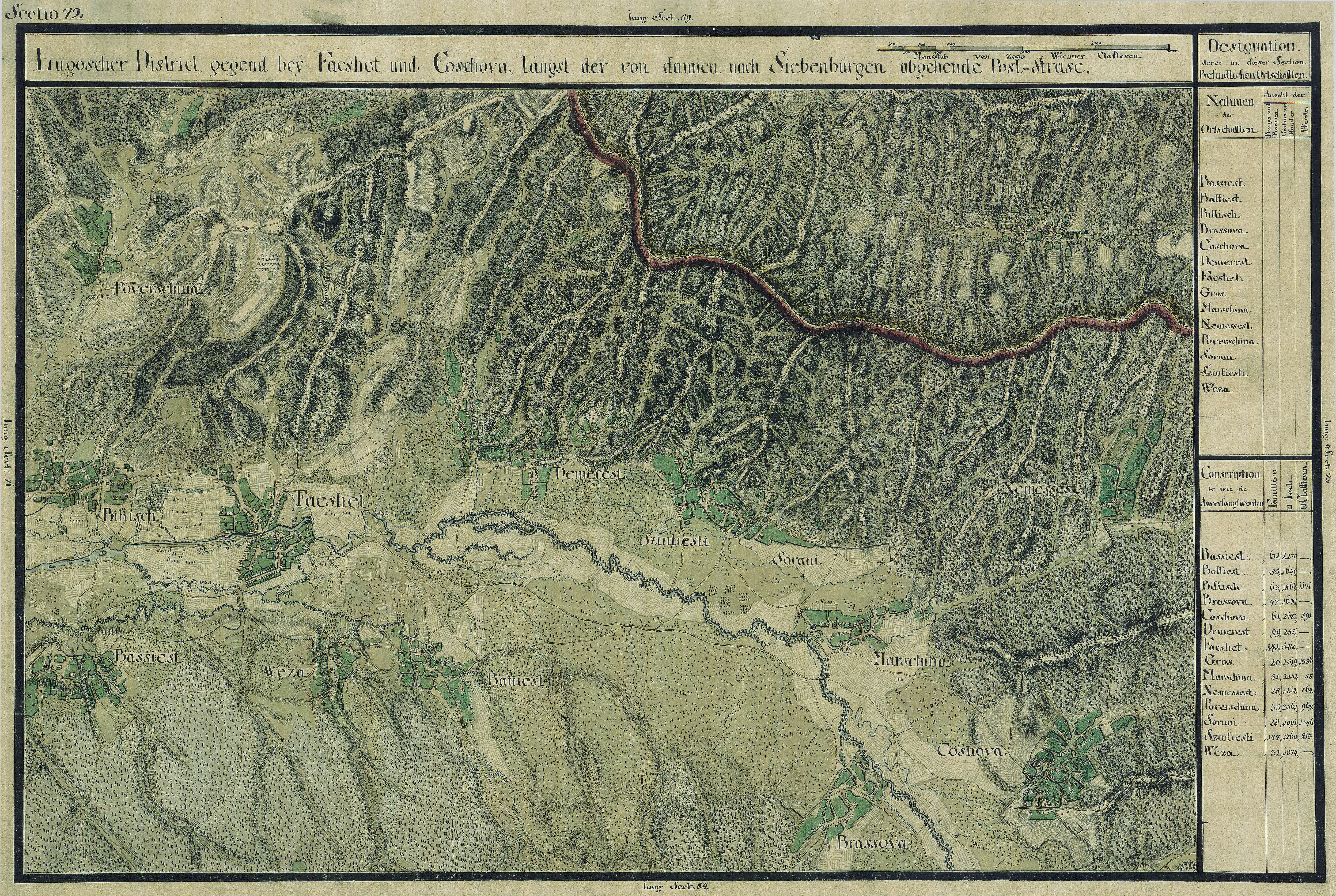
Sinteşti în Harta Iosefină a Banatului, 1769-72

## Istorie
Sintești este o așezare tradițională de români agricultori, specifică localităților de deal. Prima atestare documentară este din 1511. Din 1950 aparține de comuna Margina. În trecut a avut statutul de comună.

## Personalități locale
- Ion B. Mureșianu (3 noiembrie 1914 - ?), istoric.
- Ioan Olteanu (1839 - 1877), episcop catolic